# Piratenbucht
Piratenbucht ist ein Brettspiel von Paul Randles und Daniel Stahl.
Das Spiel erschien erstmals 2002 bei Amigo auf Deutsch. Days of Wonder produzierte 2003 eine englische Ausgabe mit leicht veränderten Regeln als Pirate’s Cove und vertreibt diese Version seit 2005 auf Deutsch. Days of Wonder vertreibt auch eine französische (La Crique des Pirates) und eine niederländische Version (Piraten Baai). In Finnland wird das Spiel als Merirosvopoukama von Lautapelit.fi vertrieben.
In dem Spiel übernimmt jeder Spieler die Rolle eines Piratenkapitäns und versucht, der ruhmreichste Pirat zu werden.

## Spielablauf
Das Spiel geht über zwölf Runden. Der Spieler kann mit seiner Spielfigur in Form eines Piratenschiffes am Anfang einer jeden Spielrunde zu einer von sechs Inseln fahren. Treffen zwei Schiffe bei einer Insel zusammen, so kommt es zum Kampf.
Der Verlierer muss sich zur Piratenbucht zurückziehen und der Gewinner darf die Insel plündern und sein Schiff aufbessern. Jedes Schiff hat vier Kategorien, in denen es aufgewertet werden kann: die Segel, die Kanonen, die Mannschaft und der Rumpf. Diese Werte sind in den Kämpfen entscheidend über Sieg oder Niederlage.
Des Weiteren gibt es auf jeder Insel Schätze zu plündern, die man auf der Schatzinsel später abladen kann. Natürlich erlangt man mit jeder erbeuteten Schatzkiste auch wieder eine Menge Ruhm hinzu.
Außer den Mitspielern treibt auch noch ein legendärer Pirat in den Gewässern sein Unwesen. Ihm gilt es auszuweichen, bis das Schiff stark genug ist.